# Tossa de Mar

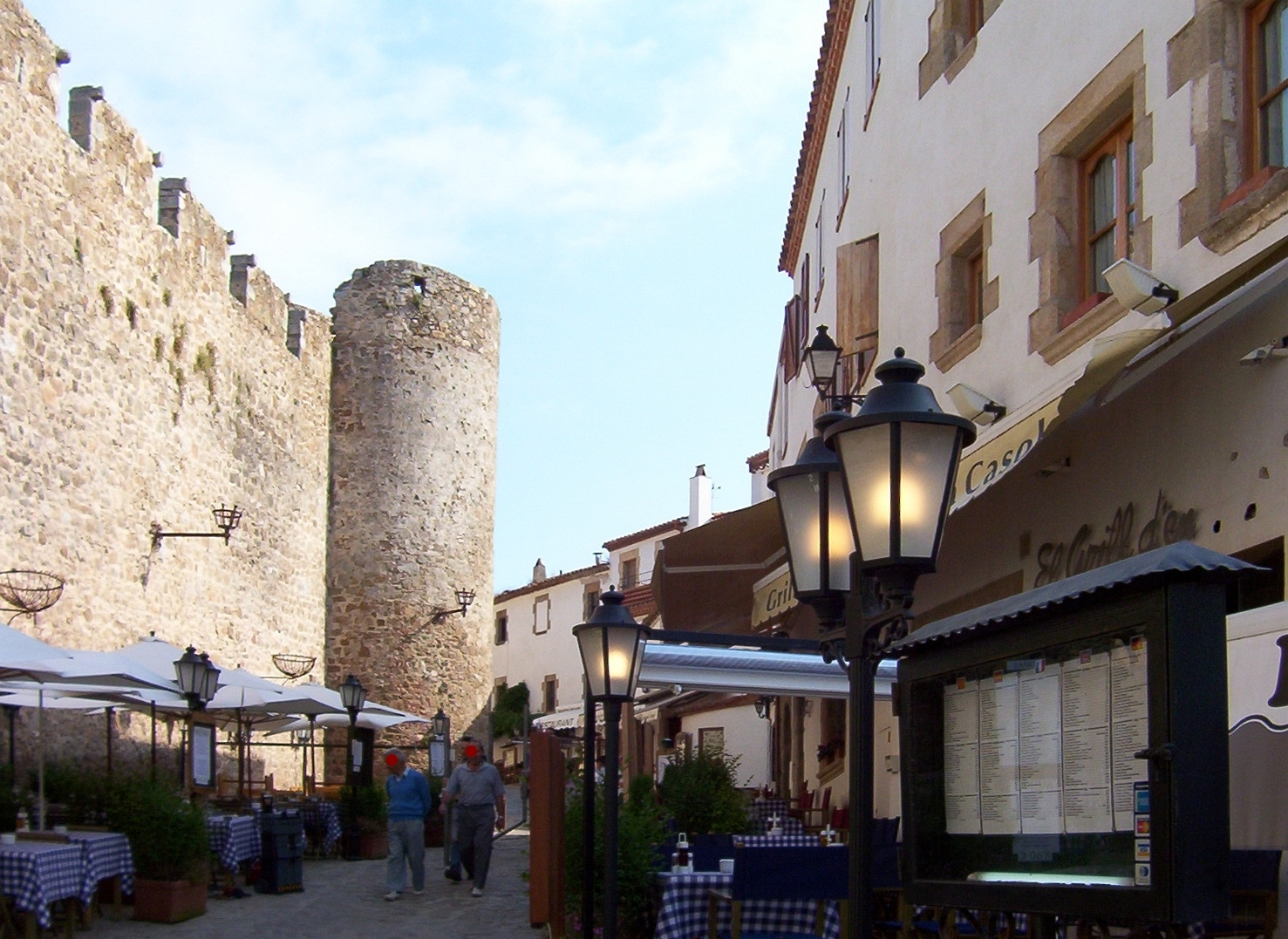
Zona pedonal ao longo da muralha da cidade

Tossa de Mar (em catalão e oficialmente), Tosa de Mar (em castelhano) ou simplesmente Tossa, é um município da Espanha na comarca de Selva, província de Girona, comunidade autónoma da Catalunha. Tem 38,18 km² de área e em 2021 tinha 5 930 habitantes (densidade: 155,3 hab./km²).
Marc Chagall chamou "Paraíso Azul" a Tossa quando a visitou em 1933 e Ava Gardner e James Mason gravaram nas suas ruas o filme de 1951 Pandora and the Flying Dutchman.

## Demografia
| Variação demográfica do município entre 1991 e 2004[carece de fontes?] | Variação demográfica do município entre 1991 e 2004[carece de fontes?] | Variação demográfica do município entre 1991 e 2004[carece de fontes?] | Variação demográfica do município entre 1991 e 2004[carece de fontes?] |
| ---------------------------------------------------------------------- | ---------------------------------------------------------------------- | ---------------------------------------------------------------------- | ---------------------------------------------------------------------- |
| 1991                                                                   | 1996                                                                   | 2001                                                                   | 2004                                                                   |
| 3439                                                                   | 3853                                                                   | 4366                                                                   | 5001                                                                   |

## Património
- Recinto amuralhado que data do século XIII